# Малое Василево (Кимрский район)
Малое Василёво — деревня в Тверской области России. Входит в Кимрский муниципальный округ.

## География
Находится в 20 километрах к северо-западу от города Кимры, рядом с автодорогой «Дубна — Кимры — Горицы», к северо-западу от деревни — река Малая Пудица.

## История
Малое Василёво до 1970-х годов была небольшой деревней рядом с более крупными Желково и Молоствово.
В Списке населенных мест Тверской губернии 1859 года значится владельческая деревня Василево, 8 дворов, 59 жителей. Рядом Троицкий погост с двумя церквями. В 1887 году в деревне Малое Василево 11 дворов, 70 жителей, она относилась к Троицкому приходу Ильинской волости Корчевского уезда. В деревне кузница, в соседнем селе Троицком — земская школа. Жители уходили в «отход» (работали сапожниками, портными, извозчиками). По переписи 1920 года в Малом Василеве Ильинской волости Кимрского уезда 12 дворов, 69 жителей. В 1940 году в деревне 13 дворов, она относится к Троице-Кочкинскому сельсовету Кимрского района Калининской области.
В 1977 году создан совхоз «10-я пятилетка», началось строительство его центральной усадьбы — посёлка Малое Василево. В посёлке создана отличная социально-бытовая инфраструктура. Все дома имеют магистральный водопровод, каналицацию и газ. На центральной площади сосредоточена основная культурная и социальная жизнь поселения, здесь расположены Дом Культуры, торговый центр, школа.
В 1997 году в Малом Василёве 357 хозяйств, 1110 жителей; СПК «Маловасилевское», администрация сельского округа, средняя школа, детский сад, ДК, библиотека, медпункт, отделение связи, магазины.
С 2005 до 2022 года деревня являлась административным центром Маловасилевского сельского поселения в Кимрском районе.

## Население
| 1859 | 1887 | 1920 | 1997  | 2002 | 2010 |
| ---- | ---- | ---- | ----- | ---- | ---- |
| 59   | ↗70  | ↘69  | ↗1110 | ↘985 | ↘956 |

## Инфраструктура
- ООО «Маловасилевский»
- МОУ Маловасилевская средняя общеобразовательная школа /. Архивировано из оригинала 22 мая 2013 года.
- МДОУ детский сад № 7 «Ромашка»
- Библиотека (Маловасилевский сельский филиал)
- Маловасилевский ЦКиД
- Маловасилевский офис ВОП
- Маловасилевская амбулатория
- ООО «Маловасилевское жилищно-коммунальное хозяйство»